# Zalingei
Zalingei (arabisch زالنجي, DMG Zālinǧī, auch Zalingi) ist die Hauptstadt des sudanesischen Bundesstaates Wasat Darfur im Südwesten des Landes. Die Stadt hat 339.751 Einwohner (2022).

## Lage und Verkehr
Die Stadt liegt auf etwa 890 Metern Höhe am Wadi Aribu (وادي أريبو) kurz vor dessen Mündung in den Bahr Azoum (بحر أظوم), der seinen Ursprung im Dschebel Marra hat und nach Westen in den Tschad fließt. Durch Zalingei führt die Fernstraße von Nyala nach al-Dschunaina. Die Straße überquert das Wadi Aribu auf einer Betonbrücke. Etwa 10 Kilometer nordöstlich der Stadt liegt der Flugplatz Zalingei, der nicht über Linienflugverbindungen verfügt. Seine Start- und Landebahn ist nicht asphaltiert.

## Geschichte
Während der Kämpfe im Sudan 2023 kam es am 17. April 2023 in Zalingei zu Zusammenstößen zwischen der Armee und den RSF, bei denen es auch zu Toten kam.

## Bildung
Die Universität Zalingei (جامعة زالنجي) wurde 1994 gegründet und bietet mit ihren 13 Fakultäten ein breites Spektrum an Studienfächern an.

## Persönlichkeiten
- Mustafa Tambour (* 1982), Anführer einer Fraktion der Sudanesischen Befreiungsbewegung (SLM-Tambour)